# Sérignan-du-Comtat
Sérignan-du-Comtat é uma comuna francesa na região administrativa da Provença-Alpes-Costa Azul, no departamento de Vaucluse. Estende-se por uma área de 19,82 km². Em 2010 a comuna tinha 2 843 habitantes (densidade: 143,4 hab./km²).